# Камена гора
Камена гора је планина недалеко од Пријепоља и Пљеваља , у југозападној Србији и северној Црној Гори. Има динарски правац пружања, и комбинација је крашког рељефа и широких четинарских шума, претежно бора и јеле. 
Највиши врх Камене горе је Равна гора, која достиже 1496 метра надморске висине и преко њега прелази државна граница.